# Luke Mitchell
Luke Mitchell (Gold Coast, 1985. április 17. –) ausztrál színész és modell.
Legismertebb alakítása Lincoln Campbell A S.H.I.E.L.D. ügynökei című sorozatban. A kiválasztottak című sorozatban szerepel.

## Fiatalkora
1985. április 17-én született Gold Coaston. Szülei később elváltak, és mindketten újraházasodtak. Három öccse van, Michael, Daniel és Benjamin, valamint egy húga, Bree. Ötéves korától tizenkilenc éves koráig teniszezett. Célja az volt, hogy profi legyen, de feladta. A Nerang State High Schoolba járt.

## Pályafutása
Első szerepe a Szomszédok című sorozatban volt. 2009 és 2010 között a H2O: Egy vízcsepp elég című sorozat főszereplője volt. 2009 és 2013 között az Otthonunk című sorozatban szerepelt, mint Romeo Smith. 2014 és 2015 között A kiválasztottak című sorozatban tűnt fel. 2015 és 2016 között A S.H.I.E.L.D. ügynökei című sorozatban szerepelt.  2019-ben a The Code című sorozat főszereplője volt. 2021-ben a Bűntudat nélkül című filmben szerepelt. 2022 és 2023 között a Végtelen égbolt című sorozat mellékszereplője volt. 2023-ban az A Pinch of Portugal című filmben tűnt fel. 2024 óta a Chicago Med című sorozat szereplője.

## Magánélete
2009-ben ismerkedett meg Rebecca Breeds-szel. A pár 2012 májusában jelentette be eljegyzését, és 2013 januárjában összeházasodtak.

## Filmográfia

### Filmek
| Év   | Magyar cím       | Eredeti cím           | Szerep       | Magyar hang    |
| ---- | ---------------- | --------------------- | ------------ | -------------- |
| 2008 |                  | Performance Anxiety   | Peter Koliat |                |
| 2010 |                  | Cryptopticon          | Y            |                |
| 2015 | Hét perc         | 7 Minutes             | Sam          | Molnár Levente |
| 2016 |                  | Mothers and Daughters | Nelson Quinn |                |
| 2020 | A barlang mélyén | Black Water: Abyss    | Eric         |                |
| 2021 | Bűntudat nélkül  | Without Remorse       | Rowdy        |                |
| 2023 |                  | A Pinch of Portugal   | Russ         |                |

### Televíziós szerepek
| Év        | Magyar cím                     | Eredeti cím                     | Szerep                      | Megjegyzések                                                            |
| --------- | ------------------------------ | ------------------------------- | --------------------------- | ----------------------------------------------------------------------- |
| 2008      | Szomszédok                     | Neighbours                      | Chris Knight                | mellékszereplő                                                          |
| 2009–2010 | H2O: Egy vízcsepp elég         | H2O: Just Add Water             | Will Benjamin               | főszereplő magyar hangja Czető Roland                                   |
| 2009–2013 | Otthonunk                      | Home and Away                   | Romeo Smith                 | főszereplő                                                              |
| 2013–2014 | A kiválasztottak               | The Tomorrow People             | John Young                  | főszereplő magyar hangja Orosz Ákos                                     |
| 2015–2016 | A S.H.I.E.L.D. ügynökei        | Agents of S.H.I.E.L.D.          | Lincoln Campbell            | főszereplő magyar hangja Kisfalusi Lehel                                |
| 2016      |                                | Agents of S.H.I.E.L.D.: Academy | önmaga                      | 1 epizód                                                                |
| 2016–2020 | Rejtjelek                      | Blindspot                       | Roman                       | főszereplő magyar hangja Viczián Ottó (1. hang) Horváth Illés (2. hang) |
| 2019      |                                | The Code                        | John "Abe" Abraham kapitány | főszereplő                                                              |
| 2021      |                                | The Republic of Sarah           | Danny Cooper                | főszereplő                                                              |
| 2022      | Legacies – A sötétség öröksége | Legacies                        | Ken                         | mellékszereplő                                                          |
| 2022–2023 | Végtelen égbolt                | Big Sky                         | Cormac Barnes               | mellékszereplő                                                          |
| 2024–     | Chicago Med                    | Chicago Med                     | Dr. Mitch Ripley            | mellékszereplő                                                          |